# Erik Bråthen
Erik Mellevold Bråthen (Halden, 16 settembre 1987) è un ex calciatore norvegese, di ruolo portiere.

## Carriera

### Club
Bråthen esordì nel calcio professionistico con la maglia del Fredrikstad nel corso dell'Eliteserien 2007. Infatti, nella sfida tra Aalesunds e Fredrikstad, sostituì all'inizio del secondo tempo il portiere titolare Rami Shaaban: il match si concluse con un pareggio per 3-3, ma Bråthen rimase imbattuto, poiché le 3 reti subite dalla sua squadra arrivarono tutte nella prima frazione di gara.
Per collezionare un'altra presenza in campionato, dovette attendere oltre due anni: il 21 giugno 2009, infatti, sostituì Lasse Staw nella gara contro il Molde. La partita si concluse con una sconfitta della sua squadra per 2-0, ma Bråthen subì soltanto la seconda rete, ad opera di Magne Hoseth. Giocò poi nei quattro successivi incontri di campionato, nelle gare contro Lyn Oslo, Bodø/Glimt, Brann e Sandefjord, dove subì 7 reti.
Nel 2010, passò al Rosenborg, per diventare la seconda scelta dopo il portiere titolare Daniel Örlund. Il 2 aprile 2012 accusò un dolore al petto, prima della partita di campionato contro il Lillestrøm. Fu così portato in ospedale per ulteriori esami, lasciando così il suo Rosenborg senza portiere di riserva per la partita. Dopo gli accertamenti non fu riscontrato nulla di preoccupante. A fine stagione, si svincolò. Il 14 gennaio 2013, però, trovò un nuovo accordo annuale con il Rosenborg.

## Palmarès
- Campionato norvegese: 1

Rosenborg: 2010